# گوردون گودوین (ورزشکار)
گوردون گودوین (انگلیسی: Gordon Goodwin; ۱۷ دسامبر ۱۸۹۵ – ۱۴ فوریهٔ ۱۹۸۴) ورزشکار دو و میدانی اهل بریتانیا بود.